# Елберта (Мичиген)
Елберта (енгл. Elberta) град је у америчкој савезној држави Мичиген.

## Демографија
По попису из 2010. године број становника је 372, што је 85 (-18,6%) становника мање него 2000. године.
| Група             | 2000.       | 2010.       |
| Белци             | 435 (95,2%) | 344 (92,5%) |
| Афроамериканци    | 3 (0,7%)    | 3 (0,8%)    |
| Азијати           | 0 (0,0%)    | 1 (0,3%)    |
| Хиспаноамериканци | 4 (0,9%)    | 13 (3,5%)   |
| Укупно            | 457         | 372         |